# Stazione di Savona Letimbro
La stazione di Savona Letimbro realizzata nel 1868, è stata la stazione di Savona fino al 1977, anno in cui fu sostituita da quella di Mongrifone per poi essere successivamente demolita.

## Storia
L'impianto venne inaugurato in concomitanza con l'attivazione della tratta da Voltri, il 25 maggio 1868, a cura di Strade Ferrate Romane.
Nel 1907 la rimessa locomotive della stazione, già esistente, venne ampliata. Servì Savona per poco più di cento anni fino al 1977, anno in cui venne soppressa e sostituita dalla nuova stazione e le linee afferenti reindirizzate verso quest'ultima.
Venne demolita rapidamente dopo il 1980 per l'insistenza dell'allora sindaco Carlo Zanelli, nonostante il divieto da parte della soprintendenza belle arti e ancora prima la scrittrice e artista Milena Milani avesse insistito per realizzare una esposizione museale d'arte.

## Strutture e impianti
All'epoca dell'esercizio, la stazione disponeva di un ampio piazzale binari, un fabbricato viaggiatori e un magazzino merci.
Dopo la soppressione, tutti i fabbricati di stazione vennero demoliti e sulla sua area è stato realizzato un parcheggio a pagamento.

## Interscambi
Dal 1912 sul piazzale antistante la stazione iniziarono a transitare i convogli della tranvia Savona-Vado Ligure gestita dalla Società Tramvie Elettriche Savonesi, soppressa nel 1948.

## Galleria d'immagini

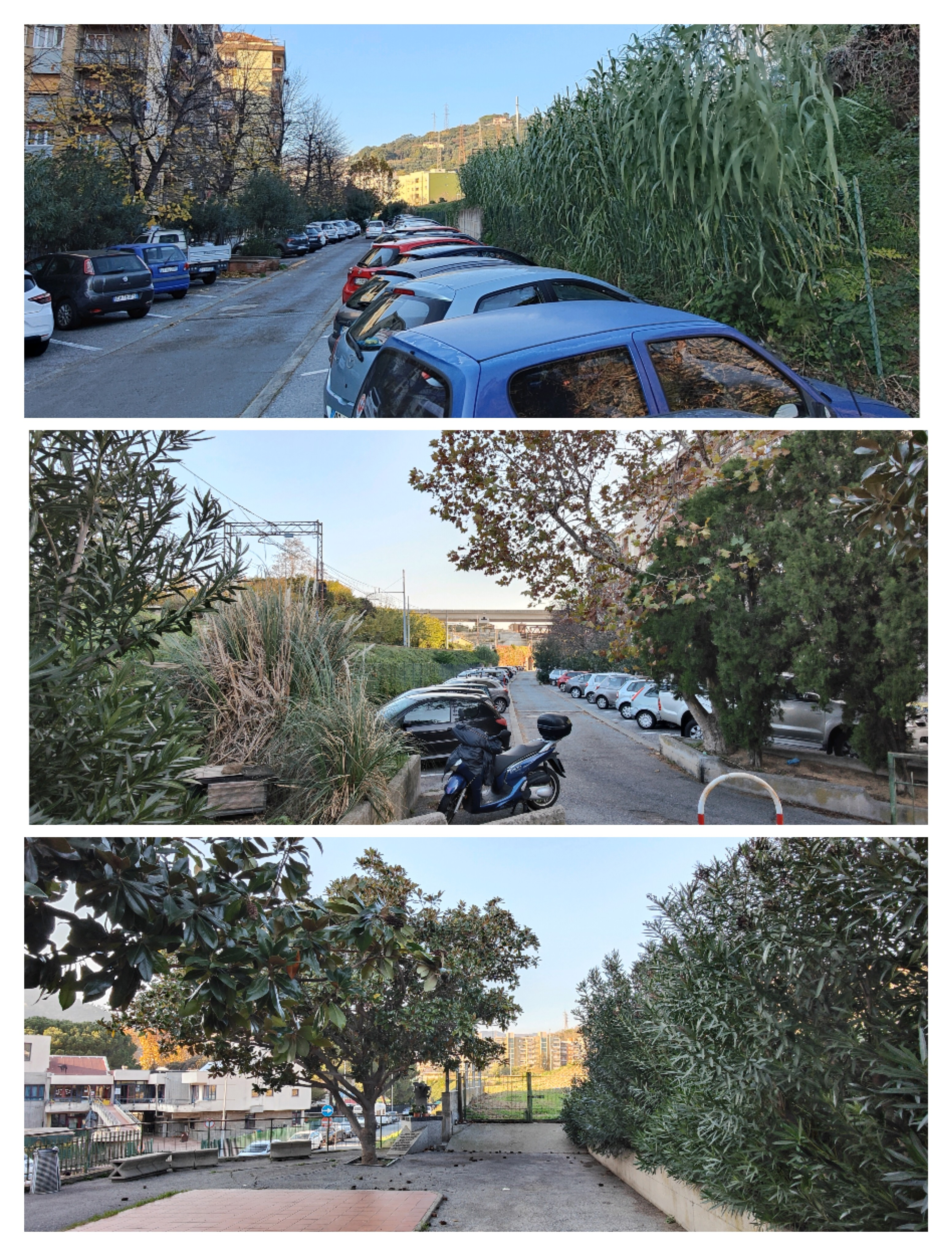
Via Martiri della Deportazione (oggi parcheggio pubblico), centro: visto dalla parte finale, sotto: oltre il cancello esisteva il binario che congiungeva la Letimbro alla linea ferroviaria direzione Piemonte e Val Bormida (il tracciato soprastante porta a Mongrifone, l'attuale stazione)
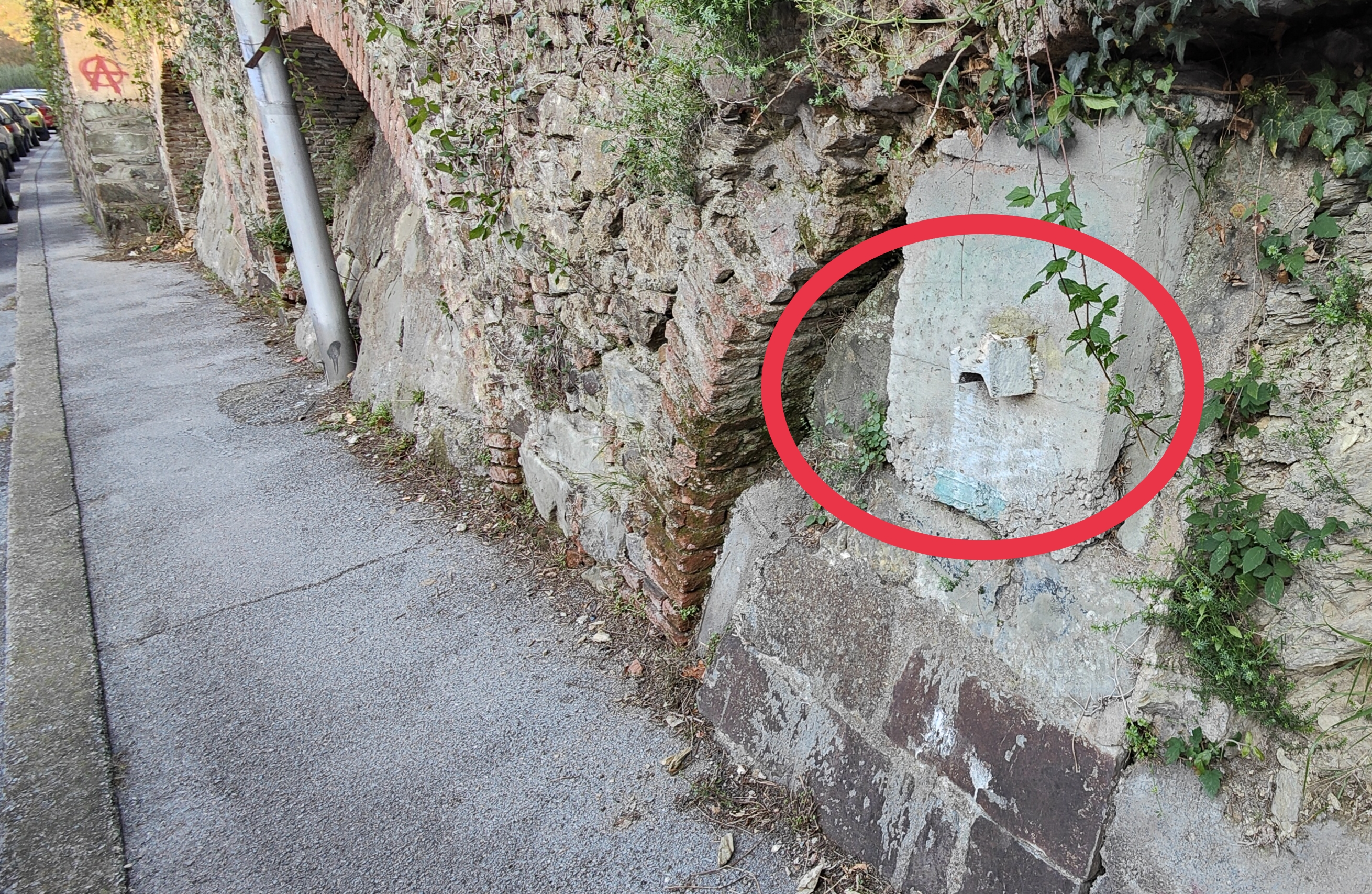
Particolare di sezione di binario all' inizio di via Martiri Deportazione
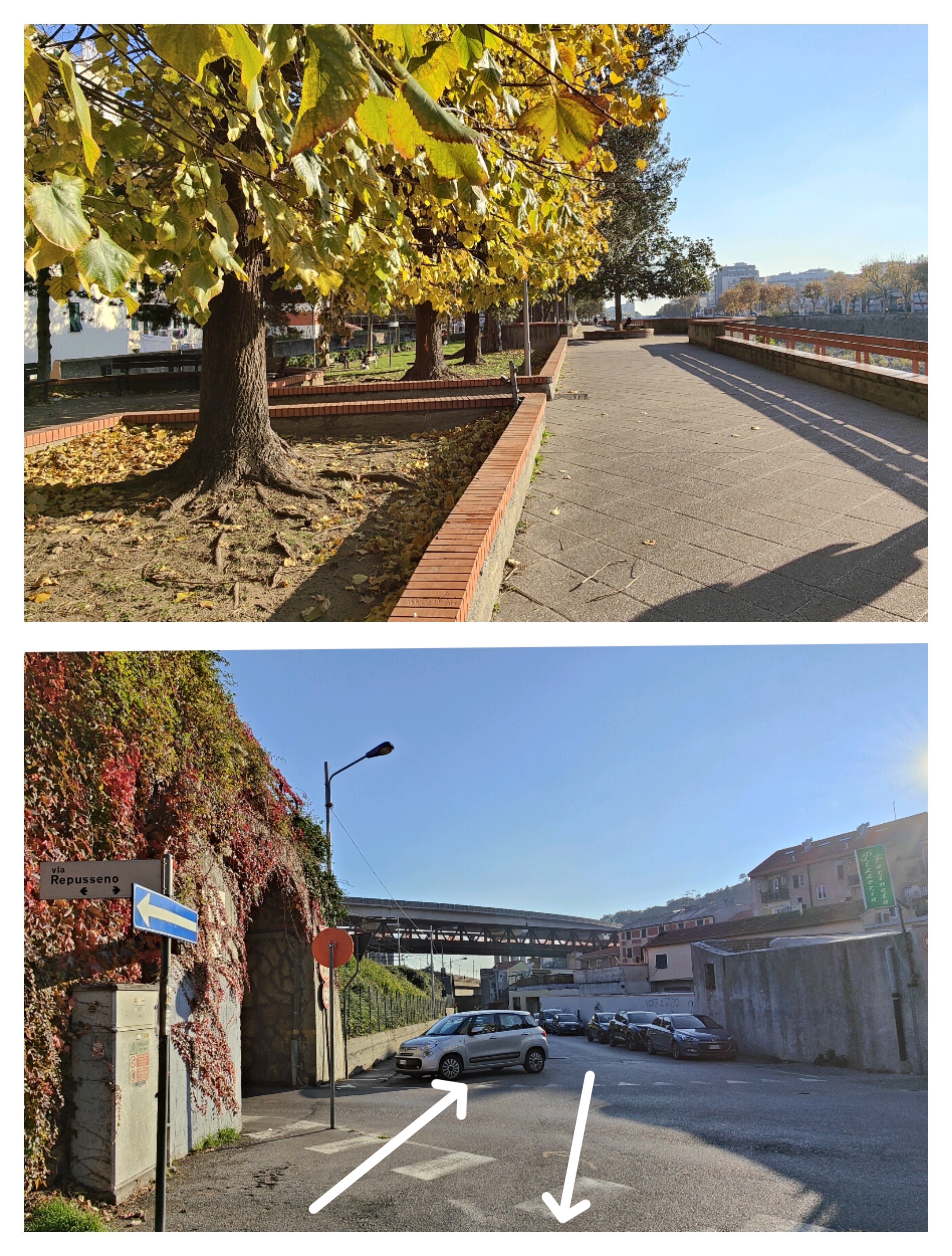
Sopra: l'ex tracciato che congiungeva la Letimbro con il Piemonte, ora Giardini Padre Cocchi (via Cosseria) sotto: inizio di via Martiri Deportazione
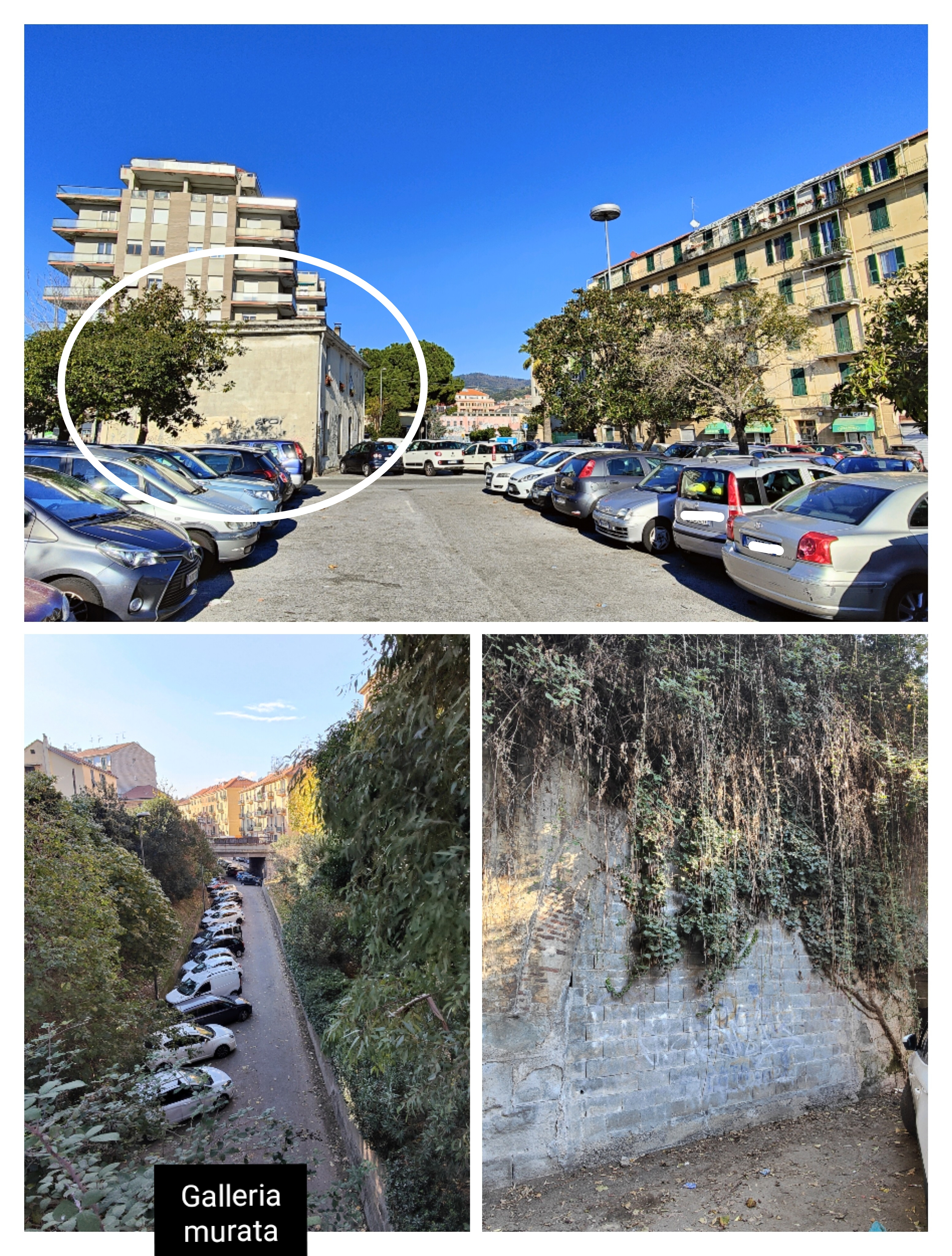
La linea per Genova: l'ex immobile delle ferrovie (cerchio) visto da via Aglietto, a Sx via Falletti vista dall'alto e a Dx galleria murata che portava a Valloria quindi ad Albissola (nov. 2022)
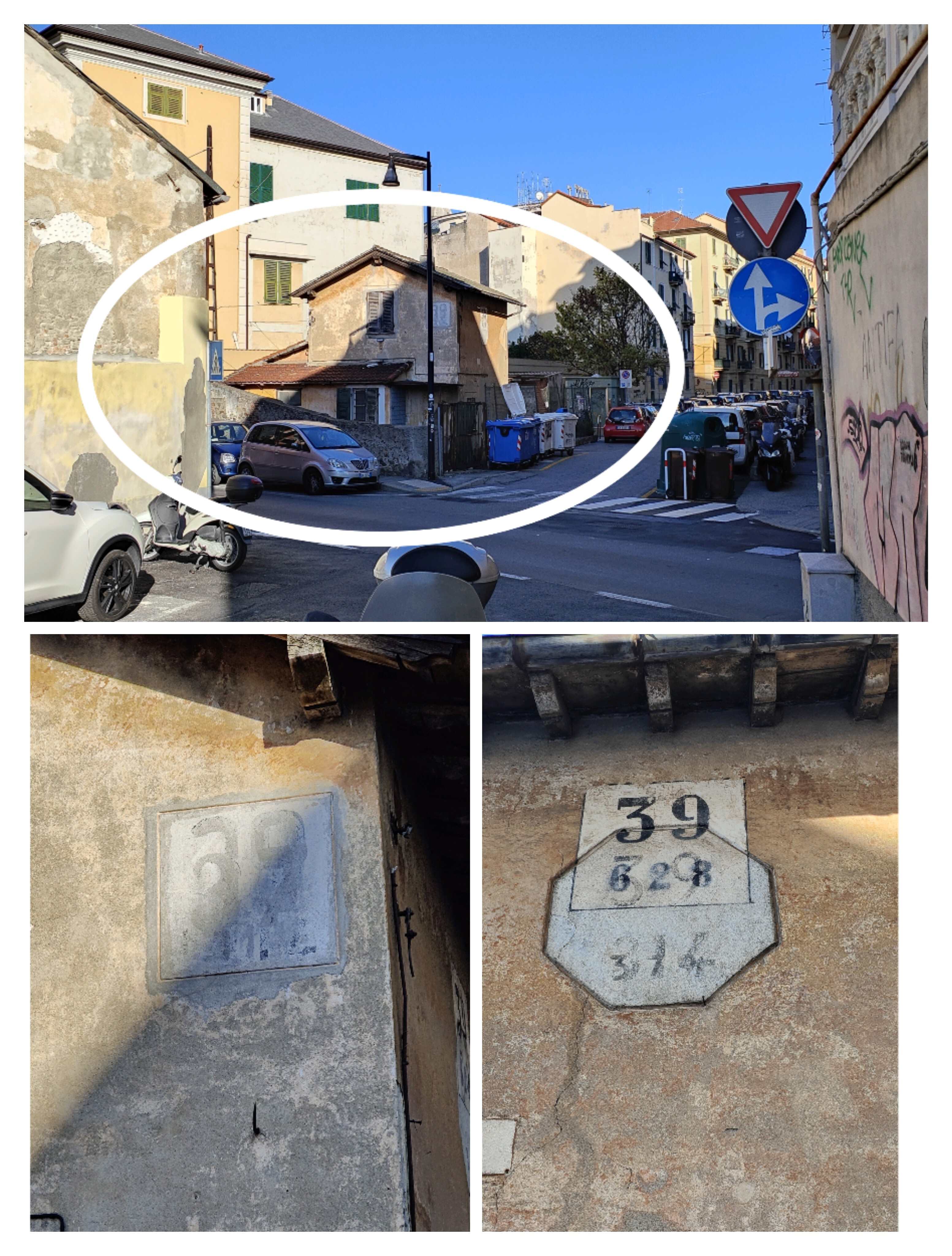
Ex casello in via Falletti dove su via Piave esisteva un PL (nov. 2022)
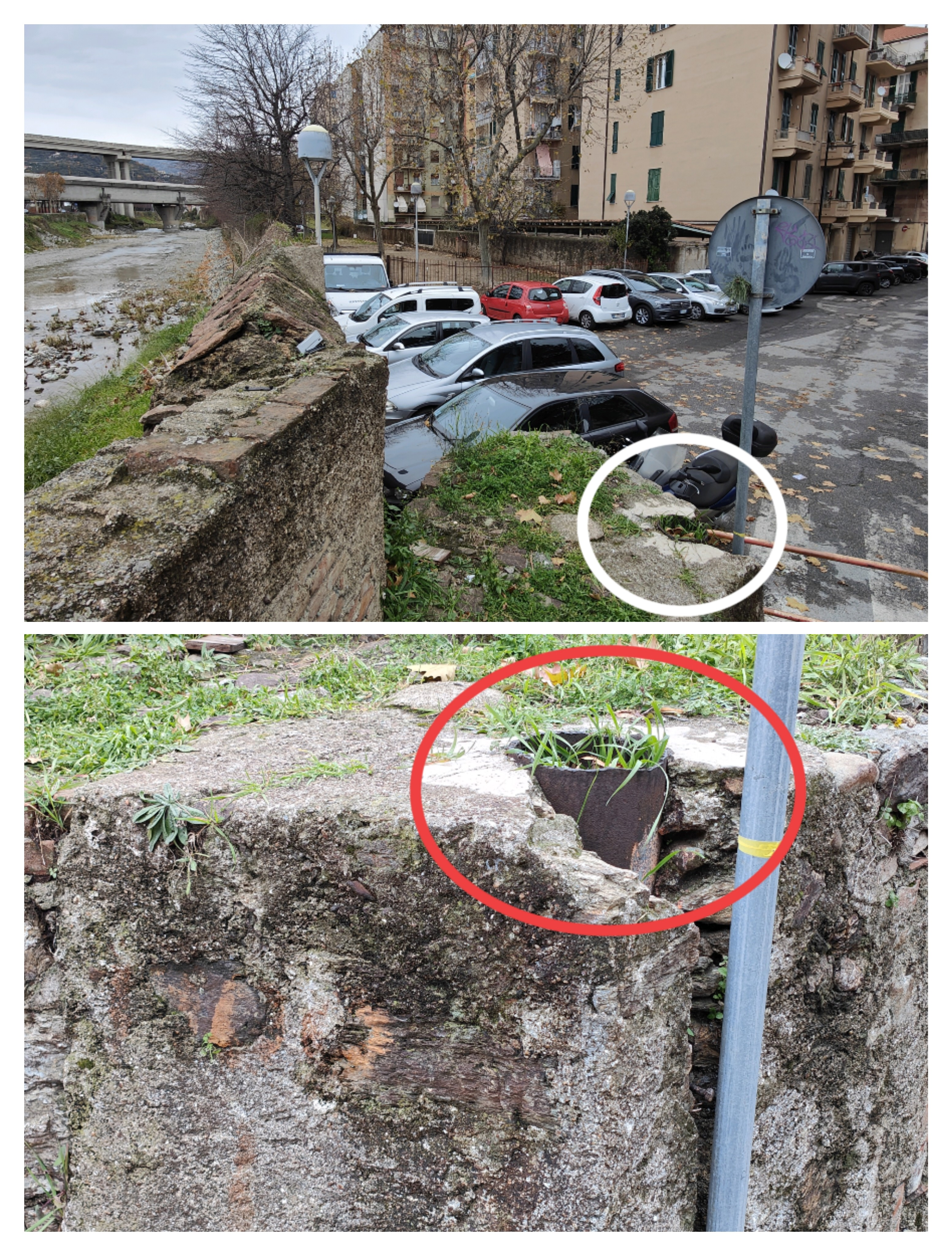
Via Acqui, zona Giardini Colonia padre Cocchi: particolare di ex palo FS tagliato che reggeva la catenaria trifase (dal 1967 il piazzale  passò definitivamente in c.continua) mantenendo i vecchi pali e le mensole con morsetti reggicavo riavvicinati
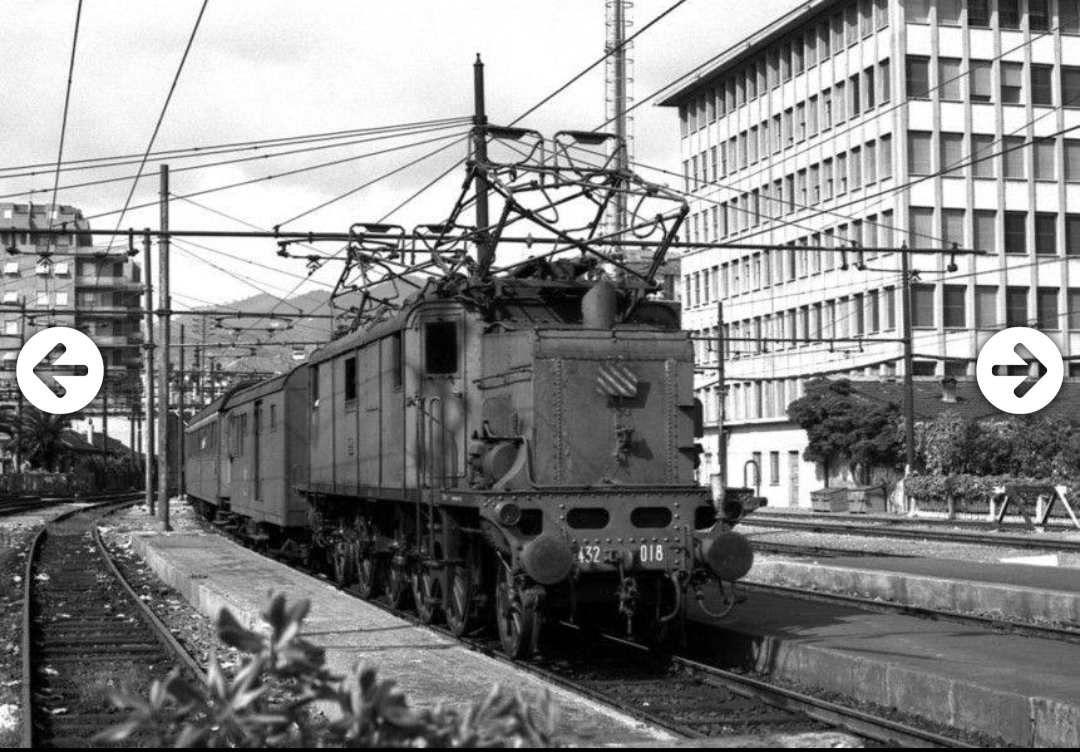
Ingresso della E432 trifase nella stazione Letimbro (foto del 1966)
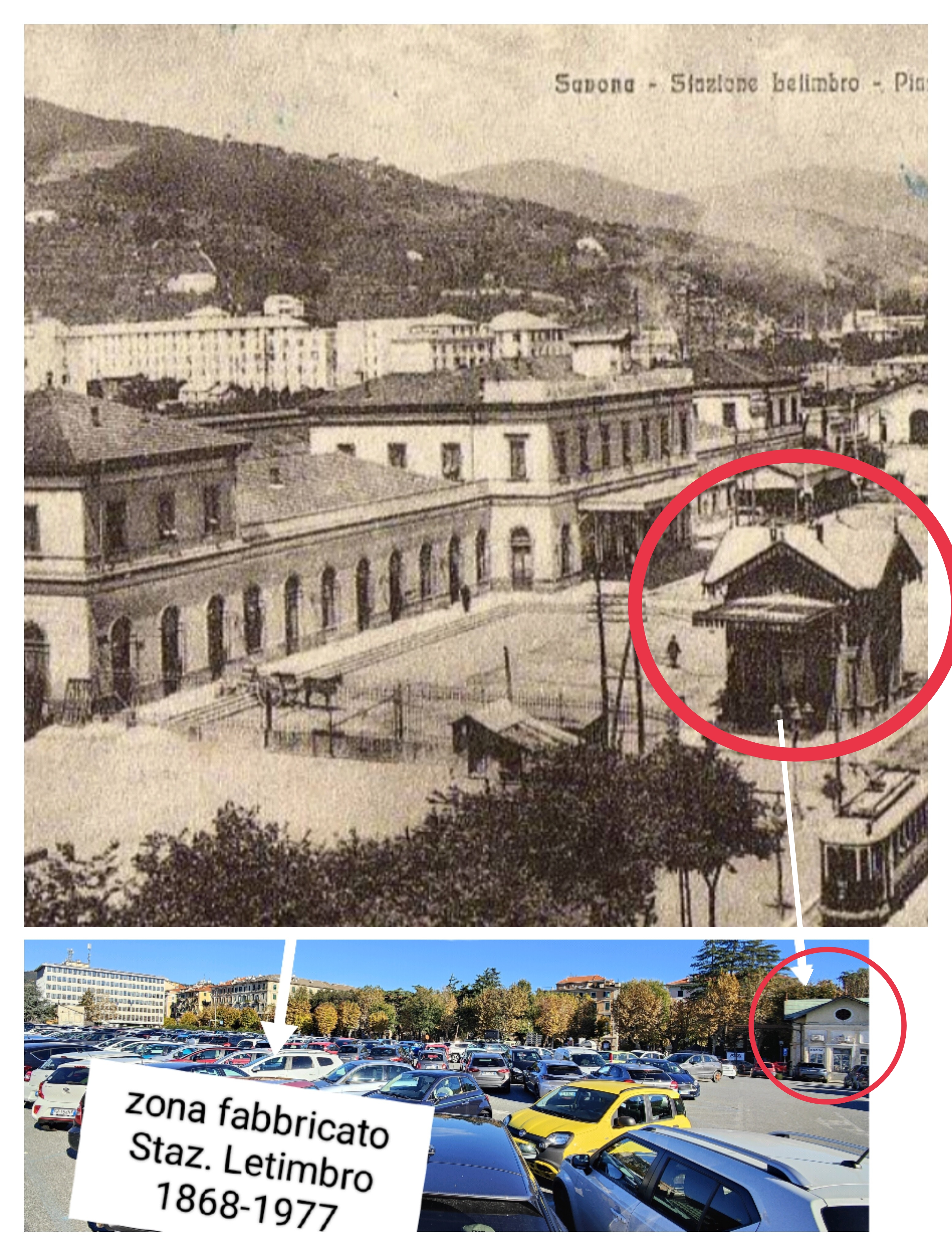
Foto del 1900 e sotto area attuale indicante posizione fabbricato e casetta una volta sede del dazio ora biglietteria parcheggi. In fondo palazzo sede Ammin. Provinciale progettato da Pierluigi Nervi.
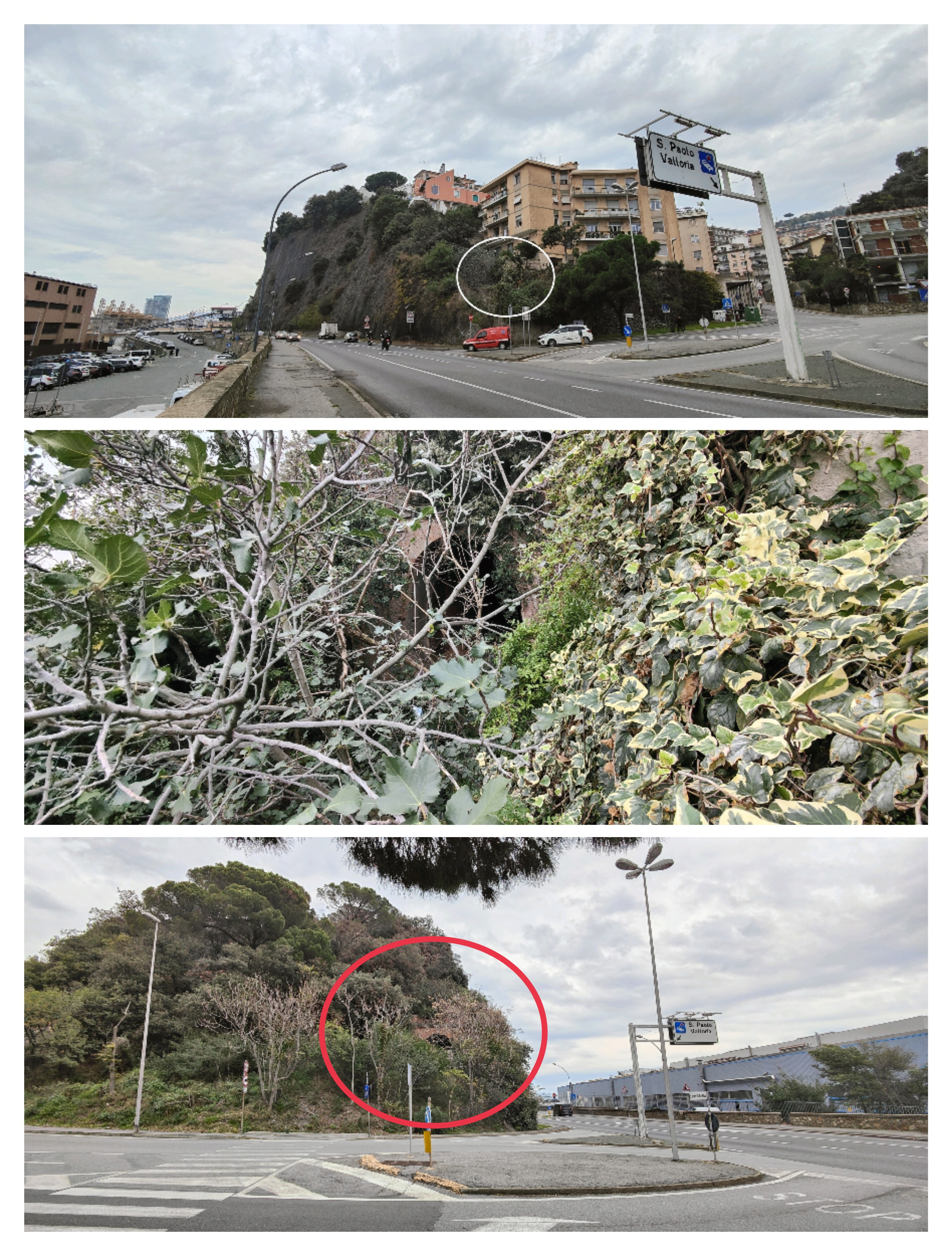
In alto zona SS1-largo de Meo (vs. Savona) galleria accanto condominio con parte del viadotto tagliato, centro:stessa galleria coperta da vegetazione, in basso: galleria che portava alla Stazione di Albissola.
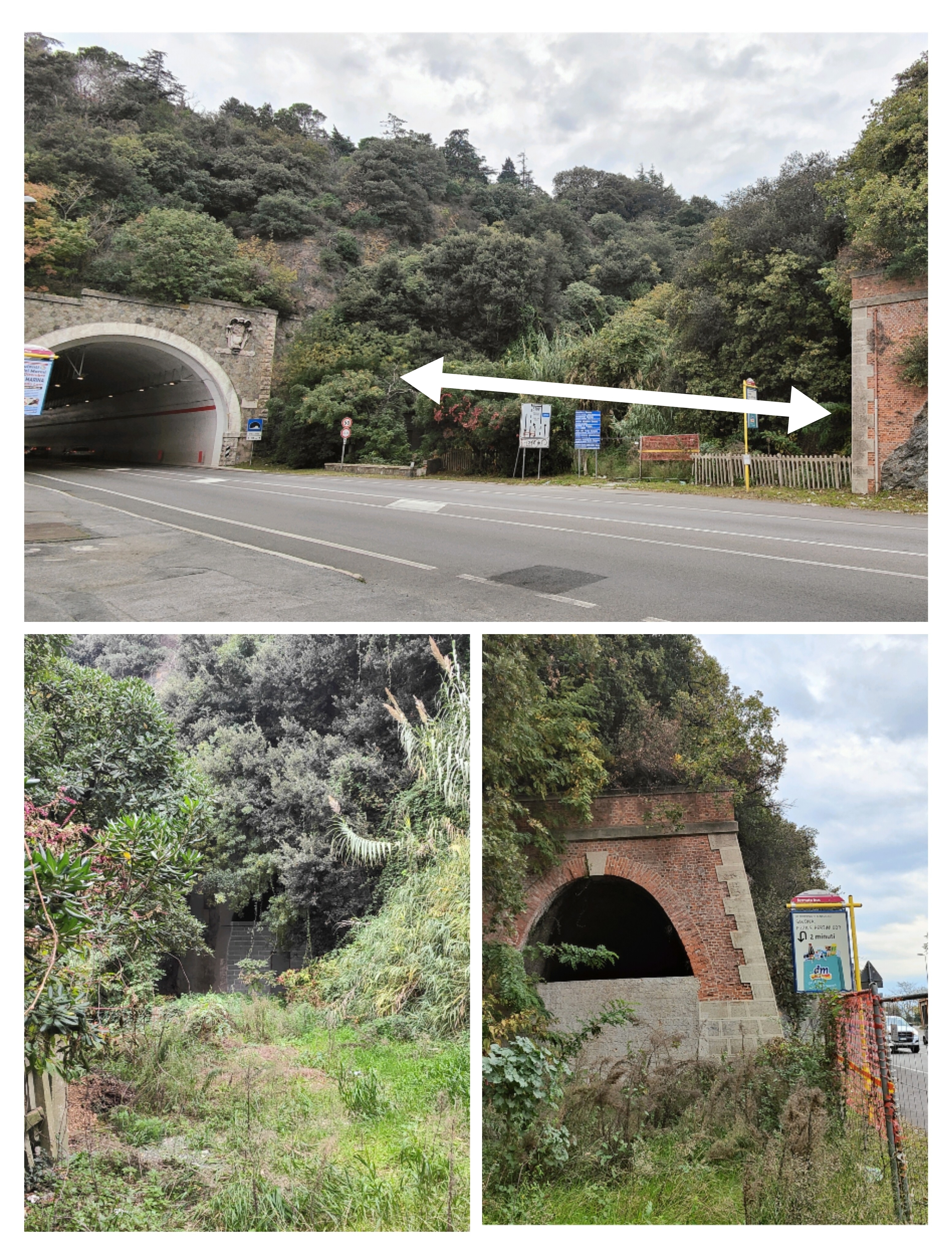
Galleria auto Valloria[11] con accanto la vecchia linea FS, a Sx per Savona città, a Dx la galleria parzialmente murata da Albissola
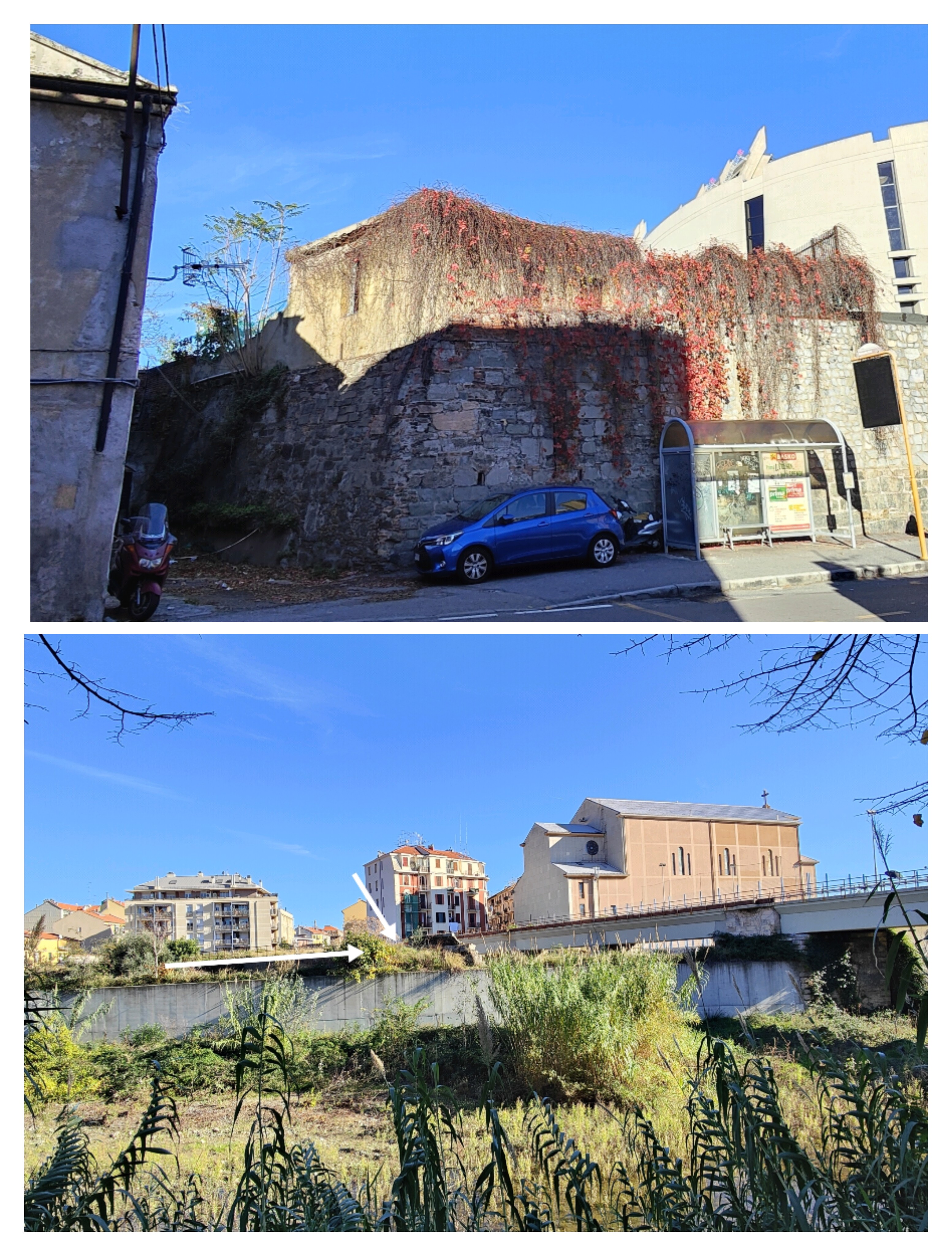
Dalla Letimbro verso Imperia: resto del ponte accanto il palazzo di giustizia visto da via Corsi, in basso: i resti del vecchio ponte tagliato visto da c.so Viglienzoni
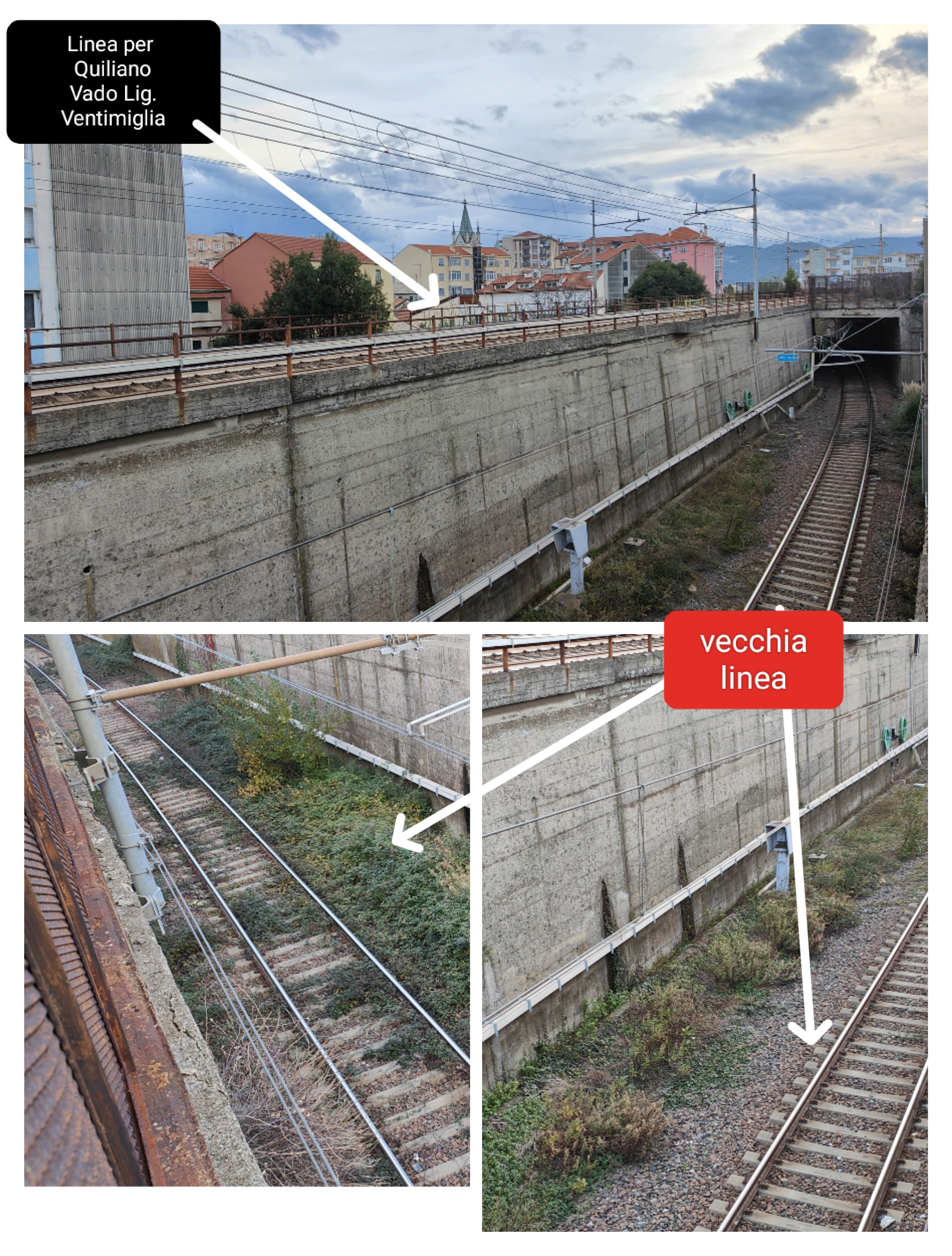
Foto dalla strada parallela di Savona in via Frumento: la nuova linea dal 1977 per Quiliano in direzione Ventimiglia e sotto: la vecchia linea che proveniva dalla Letimbro verso Vado e poi Bergeggi. Entrambe ora provenienti dall'unica stazione savonese
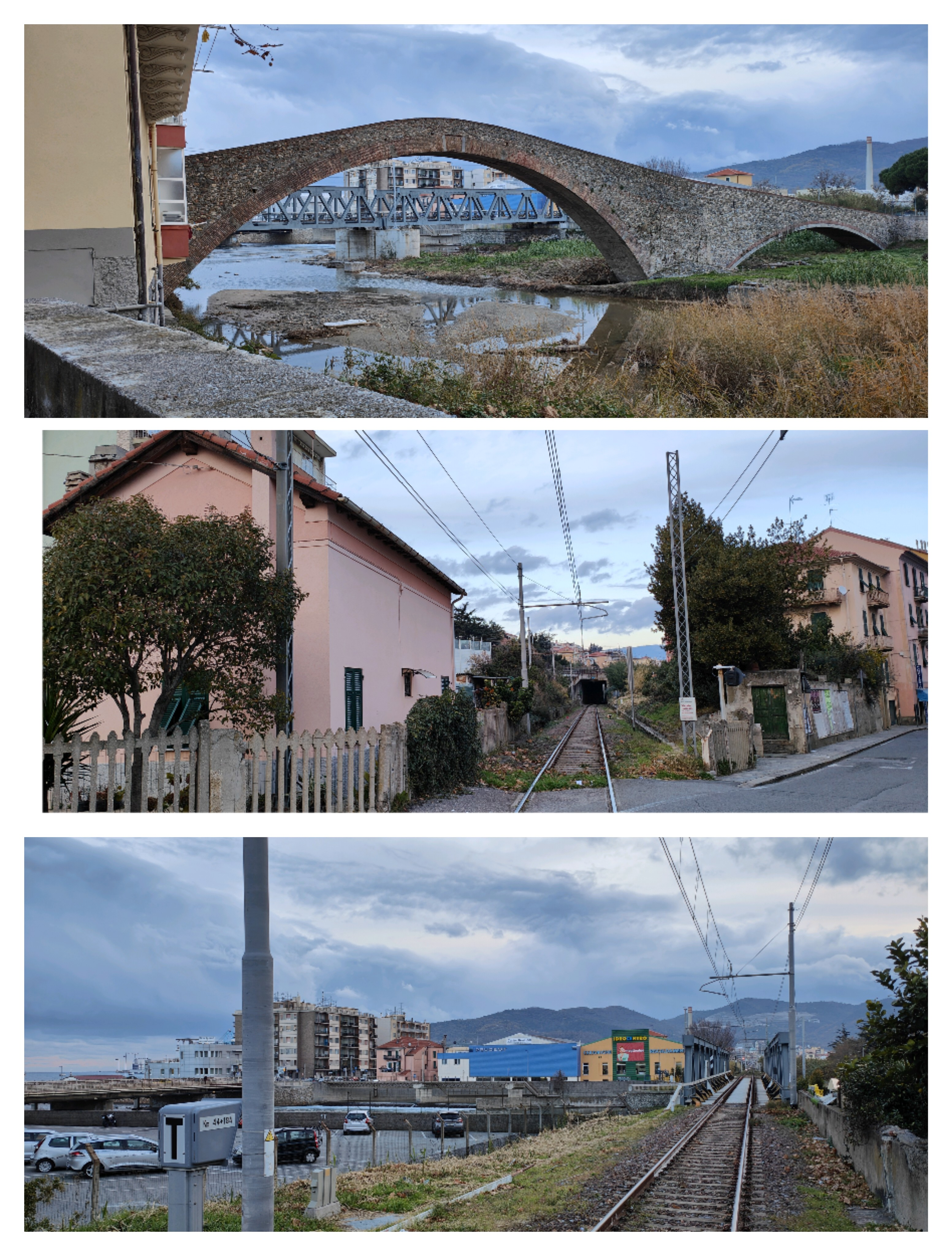
Savona Zinola:  il PL in via Quiliano, zona vicino la chiesa di S. Spirito Concezione in direzione Vado Ligure